# Walckenaeria brevicornis
Walckenaeria brevicornis är en spindelart som först beskrevs av James Henry Emerton 1882.  Walckenaeria brevicornis ingår i släktet Walckenaeria och familjen täckvävarspindlar. Inga underarter finns listade i Catalogue of Life.